# Таймыро-Североземельская складчато-покровная область

## Районирование, состав и строение геологических комплексов
Геологические комплексы полуострова Таймыр и архипелага Северная Земля формируют складчато-покровную структуру арктической части Сибири. Естественной южной границей распространения складчато-покровных образований области является меловой-кайнозойский Енисейско-Хатангский прогиб, отделяющий их от недеформированного чехла Сибирской платформы. Материковую часть области омывают воды Карского моря и моря Лаптевых. В акватории этих бассейнов Северного Ледовитового океана располагаются четыре крупных острова: Большевик, Октябрьской Революции, Пионер и Комсомолец, составляющие основу архипелага Северная Земля.
Рассматриваемая складчато-надвиговая область подразделяется на три структурные зоны первого порядка — Южно-, Центрально- и Северо-Таймырскую восток-северо-восточного простирания. Границами зон являются крупные хорошо выраженные разломы надвигового типа: Пясино-Фадеевский и Главный Таймырский. Южная граница Южно-Таймырской зоны скрыта под мезозойско-кайнозойскими отложениями Енисей-Хатангского прогиба, а Северо-Таймырская — в северной части перекрывается водами Карского моря. Протяженность структурных зон составляет не менее 1000 км, а общая ширина — более 300 км.

### Южно-Таймырская зона
Представляет собой глубокий прогиб, выполненный мощной толщей осадков от ордовика до перми и вулканогенно-осадочными образованиями верхов перми и триаса, причем более древние ранне-среднепалеозойские отложения обнажаются в северной части зоны и к югу постепенно сменяются более молодыми позднепалеозойско-раннетриасовыми. Все отложения, в той или иной степени, дислоцированы, однако в том же самом южном направлении интенсивность как разрывных так и пликативных дислокаций значительно снижается.
По характеру слагающих разрез комплексов Южно-Таймырская зона может быть подразделена на две под-зоны — карбонатную Северро-Быррангскую и осадочно-вулканогенную Южно-Быррангскую. Первая из них ограничена Пясино-Фадеевским — на севере и Пограничным — на юге надвигами. Разрез представлен существенно карбонатными, в том числе рифогенными породами мощностью до 6 км. Вторая подзона отличается доминирующим распространением терригенных образований, формировавшихся в более мелководной прибрежно-морской обстановке. Мощность этих отложений составляет около 7 км. Отложения поздней перми — триаса представлены типичной трапповой формацией. Нижние части разрезов выполнены здесь либо пестроцветными терригенно-вулканогенными осадками, либо базальтами, сменяющимися вулканогенно-осадочными морскими и континентальными образованиями. Излиянию базальтов, также как и в пределах Тунгусской синеклизы, предшествовало внедрение долеритовых силлов и даек, часто с субщелочным и щелочным уклоном. В этой же зоне присутствуют мелкие штоки, небольшие массивы, а также дайки габброидов, гранодиоритов, гранитоидов и сиенитов субщелочного и щелочного ряда, имеющих позднетриасовый возраст.
В целом карбонатно-терригенный тип разреза Южно-Таймырской зоны близкий по своему строению чехлу Сибирской платформы отчетливо свидетельствует об обстановке пассивной континентальной окраины в течение палеозоя. Присутствие в верхах разреза характерных вулканогенно-осадочных и интрузивных образований, а также их структурное положение свидетельствуют о формировании в раннем триасе внутриконтинентальной рифтовой зоны.

### Центрально-Таймырская зона
Имеет более сложное строение, обусловленное её аккреционной природой. В строении зоны участвуют разновозрастные дорифейские и рифейские осадочные, вулканогенные и интрузивные образования, претерпевшие метаморфические и гидротермально-метасоматические изменения разных фаций и типов. Блоки и пластины сложенные этими породами различны как по составу, так и геодинамическим условиям образования — от континентальных до океанических. Эти метаморфические образования собраны в аккреционный пояс и перекрыты венд-раннекаменноугольным чехлом осадков.
К наиболее древним протерозойские комплексам относятся кристаллические образования Мамонто-Шренковского и Фаддеевского террейнов, представленные высокометаморфизованными терригенными и карбонатными породам, а также метабазитами и базитами. Терригенные породы преобразованы в плагиогнейсы и кристаллические сланцы, а базиты изменены до амфиболитов. Среди них отмечаются дайки метаморфизованных габброидов, широко представлены тела гранитов, гранито-гнейсов и мигматитов. В меньшей степени присутствуют кварциты и мраморы. Для периферийных частей блоков характерны метаморфиты повышенных давлений вплоть до эклогитовой фации. Состав метаморфитов и PT-условия метаморфизма позволяют предполагать, что преобразование пород Мамонто-Шренковского и Фаддевского блоков связаны с тектоническими движениями в зонах субдукции. Время метаморфизма и становления гранитоидов в пределах этих блоков по данным изотопного датирования оценивается интервалом 612-850 млн.лет. Гранитоиды имеют петрохимические характеристики отвечающие коллизионным гранитам, модельный Sm-Nd возраст сиалической коры из которой были выплавлены граниты указывает на ранний протерозой 1800-1900 млн.лет.
Если мысленно снять с Центрально-Таймырской зоны чехол венд-среднепалеозойских отложений, то окажется что террейны высокометаморфизованных зрелых сиалических пород со всех сторон окружены либо вулканогенными и вулканогенно-осадочными породами которые можно сопоставить с островодужными и задуговыми образованиями, либо офиолитовыми комплексами. Последние формируют два пояса Челюскинский (к юго востоку от одноименного мыса) и Становской (побережье залива Фаддея). Фрагменты этих поясов отмечены и в юго-западной части зоны — в верхнем течении рек Ленивая и Шренк, а также в низовьях реки Ленивая, где блоки аккреционного пояса выходят на поверхность в тектонических окнах среди пластин Северо-Таймырской зоны. Океанские и островодужные комплексы, как правило, пространственно сближены и претерпели метаморфизм в основном зеленосланцевой и амфиболитовой фаций. В составе вулканитов с одной стороны преобладают толеитовые метабазальты океанской серии, тесно ассоциирующие с серпентинизированными гипербазитами, метгабброидами и габбро-диабазами силлового-дайкого комплекса, а с другой стороны метариолит-андезит-базальтовая формация известково-щелочной серии островной дуги. Нередко вулканогенные островодужные формации переходят в вулканогенно-осадочные, характерные для задуговых бассейнов с большим количеством туфогенного материала. К этой же ассоциации относятся линзы, пачки и тектонические клинья карбонатных пород и турбидитов.
Для субдукционных комплексов Центрально-Таймырской зоны характерно развитие океанских плагиогранитов тонолит-трондьемитового состава. По имеющимся данным изотопного датирования выплавления плагиогранитов происходило 740 млн.лет назад из коры с возрастом 785-850 млн.лет. Время метаморфизма соответствует интервалу 620-580 млн.лет.
В центральной части зоны размещаются существенно карбонатные образования, в основном доломиты, определяемые по строматолитам и микрофитолитам как позднерифеские. Вскрытые границы блоков имеют тектоническую природу и рассматриваются в качестве самостоятельных террейнов — «осколков» либо Сибирской палеоплатформы либо чужеродного континента.
В результате аккреции Мамонто-Шренковского, Фаддевского террейнов и многочисленных карбонатные блоков к позднерифейской островной дуге, вероятно к концу позднего рифея была образована собственно Центрально-Таймырская тектоническая единица. Столкновение этого аккреционного блока с Сибирским континентом произошло вероятно в вендское время. Индикатором этого события является молассоидная формация, в составе который присутствуют продукты размыва сиалического фундамента, и позднерифейские коллизионные граниты. Все вышеперечисленные комплексы Центрально-Таймырской зоны перекрыты венд-раннекаменноугольным осадочным чехлом, маркирующим спокойный платформенный режимом развития окраины континента. В составе плитного комплекса наряду с вендской существенно грубообломочной молассой, входят аргиллиты, алевролиты и черные глинистые граптолитовые сланцы с прослоями известняков и доломитов, формирующие основную часть разреза от низов кембрия до девона, включительно. Присутствие в разрезе граптолитовых сланцев говорит о более губоководных условиях формирования нежели шельфовые осадки, характерные для Южно-Таймырской зоны.

### Северо-Таймырская зона
Включает север полуострова Таймыр и острова Северной Земли и отделена от Центрально-Таймырской зоны Главным Таймырским надвигом. В литературе эту часть складчатой области вы можете встретить под названием Карского сводового поднятие или одноименного докембрийского массива продолжающего к северу структуры Центрально-Таймырской зоны и составляющего с ним единую тектоническую провинцию с длительным полициклическим развитием. Существует и другое мнение, согласно которому докембрийские образования Центральной зоны и Карского поднятия представляют собой фундамент микроконтинента причленившегося к Сибири в позднем рифее-венде, при этом офиолиты Центрально-Таймырской зоны маркируют позднедокембрийский шов столкновения континентов, а палеозойские терригенно-карбонатные отложения, расположенного к северу в пределах Североземельского прогиба являются фациальными аналогами плитного комплекса Сибири.
Однако проведенные в последнее время геологические, петролого-геохимические, геохронологические и палеомагнитные исследования не оставляют сомнения в том что северная часть полуострова Таймыр и острова Северной Земли представляют собой самостоятельный террейн или осколок континента, причленившийся к Сибири лишь в позднем карбоне-перми.
Большая часть Карского континента перекрыта водами Карского а, возможно, и Баренцева морей. Наличие коры континентального типа под водами Карского моря надежно установлено комплексом геолого-геофизических (сейсмических и гравимагнитных) данных. С востока и северо-востока эта крупная структура ограничена зоной континентального склона, развитие которого связано с раскрытием Евразийского бассейна. Рассматриваемая структура возможно составляет лишь часть бывшего Карского континента, а его первичная размеры могли быть существенно больше. Предполагается, что первичная структура континента в настоящее время разделена мезо-кайнозойскими грабен-рифтами на отдельные плиты, однако такая интерпретация еще требует существенных доказательств.
В строении Северо-Таймырской зоны или Карского террейна участвуют три основных комплекса пород:
1. выступы древнего докембрийского фундамента, представленные плагиогнейсами, амфиболитами и гранитогнейсами c возрастом метаморфизма около 2300 млн.лет;
2. осадки континентального склона и подножия существенно флишевого состава, представленные зонально метаморфизованными ритмично чередующимися песчаниками, алевролитами и пелитами. Обломочный материал во флише имеет кварц-полевошпатовый состав, есть обломки гранитов, следовательно материал поступал за счет разрушения континента. По всему разрезу встречаются рифейские акритархи на основании которых и устанавливается возраст пород. В терригенных, практически неметаморфизованных, горизонтах в пределах Хутудинского террейна отделенного от Карского главным Таймырским надвигом найдены проблематичные остатки скелетной фауны, позволяющие относить осадочные образования блока к кембрию. Однако по ряду признаков отнесение Хутудинского террейна к Северо-Таймырской зоне, а значит и Карскому континенту — проблематично.
3. сравнительно слабодеформированные толщи осадочного чехла сложенные ордовикскими, силурийскими и девонскими отложениям. Последние развиты только на северо-западе Северной Земли, покрывая большую часть о-ва Октябрьской Революции, о-ва Пионер и Комсомолец. В интервале разреза от ордовика до силура включительно преобладают мелководные известняки, песчаники с прослоями гипсов. Девон выполнен лагунными и континентальными в основном красноцветными толщами.

В пределах северной части п-ва Таймыр широко развиты гранитоиды. Петрогеохимические и изотопно-геохронологические исследования позволяют выделить здесь два основных типа палеозойских гранитов. Первые относят к синколлизионным известково-щелочного ряда с возрастом около 300 млн.лет (в интервале поздний карбон — ранняя пермь), вторые — латитового ряда типичные постколлизионные. Возраст последних комплексом изотопных дат определяется как 264 млн лет (конец перми).
Таким образом, структуру Таймыро-Североземельской складчато-покровной области образуют резко отличные друг от друга комплексы пород. Осадочные образования Южно-Таймырской зоны формировались в условиях шельфа Сибирской платформы. Центрально-Таймырская зона имеет аккреционную природу и представлена дорифейскими гнейсовыми террейнами, рифейскими карбонатными блоками шельфовой окраины, рифейским острводужными и офиоилитовыми блоками, спаянными к концу рифея — в венде и перекрытыми венд — раннекарбоновыми осадочными комплексами пассивной континентальной окраины Сибири фациально отличными от одновозрастных осадков Южно-Таймырской зоны. Северо-Таймырская зона сложена поздедокембрийскими метатерригенными породами и палеозойскими отложениями маркирующими пассивную окраину Карского континента.

## История тектонического развития и основные этапы формирования области
Начало формирования региона, вероятно, нужно отнести к позднему рифею. Именно на этом этапе формировался Центрально-Таймырский аккреционный блок. О рубежах формирования Центрально-Таймырского аккреционного блока можно судить по возрастам офиолитов (740—850 млн лет), а также гранитоидов и метаморфитов Фаддеевского и Мамонто-Шренковского террейнов, большинство которых соответствуют интервалу 612—850 млн лет.
Как уже отмечалось выше Центрально-Таймырская зона образовалась в результате столкновения островной дуги с блоками континентальных масс. Принципиальная модель этого события показана на рисунке. В формировании этой структуры можно наметить следующие основные этапы: на первом этапе, непосредственно за началом субдукции океанской плиты под океанскую во фронте дорифеских кристаллических блоков происходит формирование задуговых спрединговых зон с образованием дайковых и силловых комплексов; затем следует подводный вулканизм и образование энсиматических островных дуг представленных серями примитивных толеитовых базальтов; на следующем этапе происходит закрытие спредингового центра, расчешуивание пластин океанской и островодужной коры, скучивание и аккреция к блокам континентальных масс.
Соответственно этим геодинамическим обстановкам в пределах Центрально-Таймырской зоны в это время уже существовали либо формировались четыре основных типа разрезов:
1. гнейсы и кристаллические сланцы Мамонто-Шренковского и Фаддеевского террейнов,
2. блоки карбонатных пород шельфа,
3. офиолиты и надсубдукционные комплексы островных дуг представленные серпентинизированными ультрабазитами, габбро-габбро-диабазами и толеитовыми базальтами,
4. в условиях субдукции окраинного моря формировались как правило вулканиты известково-вощелочные ряда с большим количеством пирокластики.

В результате скучивания к концу рифея начинают формироваться олистостромовые несогласно перекрывающие описанные более древние образования. Последующая коллизия привела к обдукции комплексов Центрально-Таймырского аккреционного блока на окраину Сибири. Возможно, этот этап развития активной континентальной окраины завершился окраинно-континенталыным рифтогенезом, сопровождавшимся излиянием маломощных потоков трахибазальтов, которые устанавливаются в осевой части Центрально-Таймырской зоны. Кроме вулканитов в этих разрезах отмечаются туфоконгломераты, гравелиты и песчаники, часто красноцветные.
В условиях континентального склона и подножия Карского террейна в это время происходило накопления флишевых толщ (глинистые сланцы, алевролиты, песчаники).
С венда—кембрия континентальная окраина, включающая Центрально-Таймырский аккрецнонный блок, становится пассивной со свойственным платформенным режимом развития. Происходит накопление карбонатных и карбонатно-сланцевых отложений эниконтинентального моря. В позднем кембрии начинает формироваться глубоководный бассейн с отчетливыми чертами линейно вытянутого прогиба, который вероятно смыкался на востоке с аналогичным бассейном внутренних районов Верхояно-Колымской системы. Ось этого глубоководного трога располагалась южнее зоны причленения Центрально-Таймырского аккреционного блока к континенту, во фронтальной части Пясино-Фаддеевского надвига.
Для Центрально-Таймырской зоны характерен терригенно-карбонатный тип разреза начинающийся молласовой толщей. Для области сочленения типичны осадочные фации глубоководный впадины представленные углеродисто-кремнисто-сланцевыми толщами. Для Южно-Таймырской зоны характерно развитие существенно карбонатной прибрежно-морской формации.
Новый активный этап в развитии Таймырской складчатой области связан со столкновением пассивной окраины Сибири с Карским континентом.
Отражением этого события является позднекарбоновый — раннепермский метаморфзм и внедрение синколлизионных гранитов (306—275 млн лет). Формироваться постколлизионные плутоны гранитоидов латитового типа датируется ранней Пермью. Качественная смена осдонакопления.
Рифтогенез и излияние траппов в Южно-Таймырской зоне в конце перми и раннем триасе, как отражение столкновения континентальных масс.
К концу триаса завершается формирование Таймырской складчатой области в качество оводового поднятия, а к югу от него продолжается углубление Енисей-Хатангского прогиба. Последний мог сочленяться (тройное сочленение) с меридионально ориентированной рифтовой системой основания Западно-Сибирской плиты.
Начиная с юры, Таймырская складчатая область вступила в платформенный этап развития, но складчато-надвиговые движения в регионе могли ещё продолжаться. Об этом свидетельствуют многочисленные перерывы и деформации юрских и раннемеловых отложений. На этом этапе отмечается преимущественное развитие сдвиговых и надвиговых дислокации, особенно в юго-восточной части Таймыра. Позднеюрско-раннемеловые деформации могут быть отражением столкновения отдельных континентальных масс Арктики с Сибирской платформой, фиксируемые в соседней Южно-Анюйской зоне Верхояно-Колымской складчатой области.